# Перфильев, Дмитрий Сергеевич
Дми́трий Серге́евич Перфи́льев (1888 — после 1938) — русский офицер, герой Первой мировой войны.

## Биография
Из потомственных дворян Костромской губернии. Сын генерал-лейтенанта Сергея Аполлоновича Перфильева.
Окончил Пажеский корпус по 1-му разряду (1908), был выпущен подпоручиком в Гвардейскую конно-артиллерийскую бригаду.
Чины: поручик (?), штабс-капитан (1915), капитан (?), полковник (1917).
В Первую мировую войну вступил с лейб-гвардии Конной артиллерией. Пожалован Георгиевским оружием
За то, что 24 ноября 1914 года у д. Кренжне находился на передовом наблюдательном пункте шагах в 700 от цепей противника, явно подвергая свою жизнь опасности, корректировал стрельбу батареи, благодаря чему попытка противника перейти в контр-атаку была парализована, а батарея его приведена к молчанию на весь день.
Затем был назначен командующим 9-й батареей лейб-гвардии Конной артиллерии, а 2 апреля 1917 года — произведен в полковники с утверждением в должности командира батареи.
Участвовал в Белом движении в составе Добровольческой армии и ВСЮР. С 11 октября 1919 года командовал отдельным дивизионом гвардейской конной артиллерии 2-й кавалерийской дивизии. В начале 1920 года эвакуировался из Новороссийска. Затем вернулся в Крым, где служил в Русской армии вплоть до Крымской эвакуации.
В эмиграции в Константинополе, был членом Морского клуба. В 1932—1938 годах жил в Шанхае.
Дальнейшая судьба неизвестна.

## Награды
- Орден Святого Станислава 3-й ст. с мечами и бантом (ВП 27.10.1914)
- Орден Святой Анны 3-й ст. с мечами и бантом (ВП 27.10.1914)
- Георгиевское оружие (ВП 05.05.1915)